# Vatla
Vatla is een plaats in de gemeente Lääneranna, provincie Pärnumaa in Estland. De plaats heeft de status van dorp (Estisch: küla).
Tot in oktober 2017 behoorde Vatla tot de gemeente Hanila. In die maand ging Hanila op in de fusiegemeente Lääneranna. De gemeente verhuisde daarmee van de provincie Läänemaa naar de provincie Pärnumaa.

## Bevolking
Het dorp had 158 inwoners op 31 december 2011 en 162 inwoners op 31 december 2021. Vatla was na Virtsu de grootste kern van de gemeente Hanila. 

## Foto's

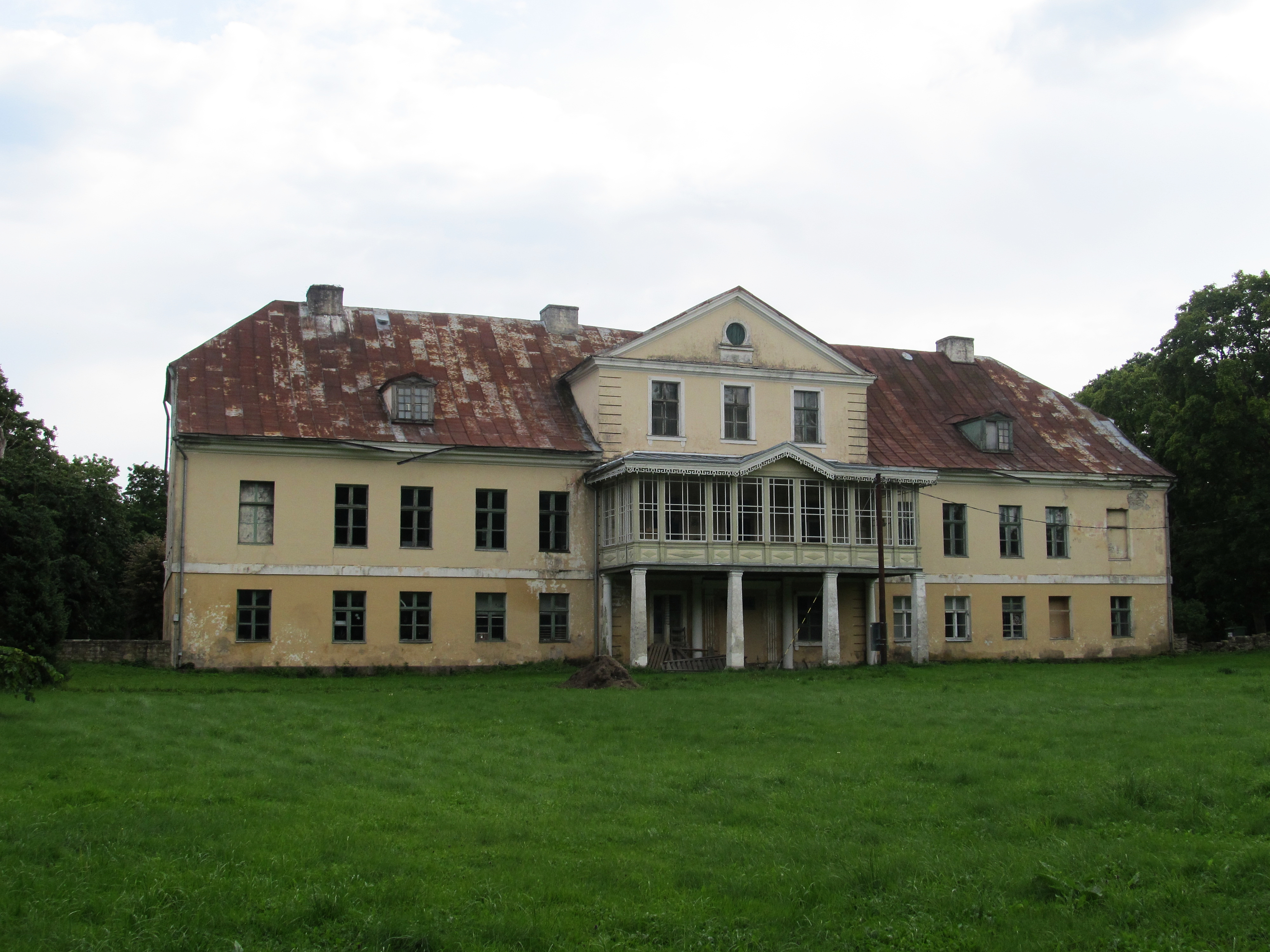
Het landhuis van het vroegere landgoed Vatla
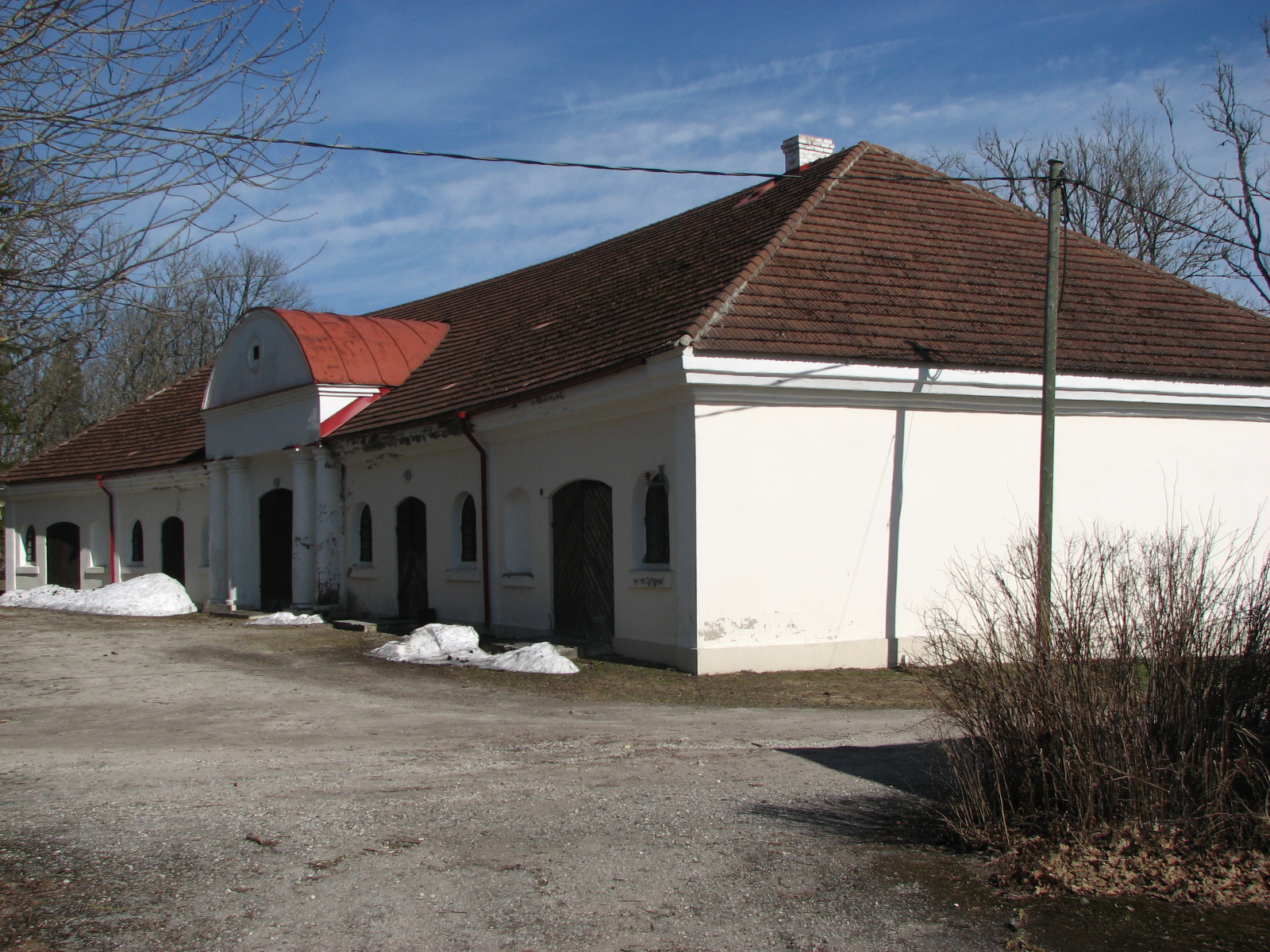
Het koetshuis van het landgoed